# عجلة حرارية
العجلة الحرارية، وتسمى أيضًا المبادل الحراري الدوار، أو عجلة الإنتالبي الهوائية الدوارة أو عجلة الاسترجاع الحراري، نوع من المبادلات الاسترجاعية للحرارة، توضع ضمن تيارات هواء التغذية وهواء العادم من نظام مناولة الهواء أو في غازات العادم لعملية صناعية؛ لاسترجاع الطاقة الحرارية. من الأنواع الأخرى عجلات الإنتالبي وعجلات التجفيف. أحيانًا يشار إلى العجلة الحرارية المختصة بالتبريد باسم عجلة كيوتو.

## الوصف
تتكون العجلة الحرارية من مصفوفة دائرية تشبه خلية النحل من مادة تمتص الحرارة، تدور ببطء ضمن تياري هواء التغذية وهواء العادم في نظام مناولة الهواء. مع دوران العجلة الحرارية، تمتص الحرارة من تيار هواء العادم في أحد نصفي الدوران وتطلق الحرارة إلى تيار الهواء الحديد في النصف الآخر من الدوران. بالتالي تنتقل طاقة الحرارة الضائعة من تيار هواء العادم إلى مادة المصفوفة ومن ثم تنتقل من مادة المصفوفة إلى تيار الهواء الجديد. يزيد هذا درجة حرارة تيار هواء التغذية بمقدار يتناسب مع تفاضل درجات الحرارة بين تياري الهواء، أو «التدرج الحراري» ويعتمد على فعالية الجهاز. يكون التبادل الحراري أعظم فعالية عندما يجري التياران باتجاهين معاكسين؛ لأن هذا يسبب تدرجًا حراريًّا أفضل على امتداد سماكة العجلة الحرارية. يعمل المبدأ بالعكس، ويمكن إرجاع طاقة «التبريد» إلى تيار هواء التغذية إذا كان ذلك مرغوبًا وكان تفاضل درجة الحرارة يسمح بذلك.
يمكن أن تكون مصفوفة التبادل الحراري مصنوعة من الألمنيوم، أو البلاستيك، أو الألياف الصناعية. يدور المبادل الحرار بواسطة محرك كهربائي صغير ونظام قيادة بالسيور. يجري التحكم بسرعة المحركات غالبًا بواسطة محول كهربائي لتحكم أفضل بدرجة حرارة الهواء الخارج. إذا لم يكن التبادل الحراري مطلوبًا، يمكن إيقاف المحرك بالكامل.
لأن الحرارة تنتقل من تيار هواء العادم إلى تيار هواء التغذية دون المرور مباشرةً عبر وسط تبادل، فإن المراديد (الفعاليات) الإجمالية تكون عادةً أكبر من أي نظام استرجاع حراري آخر يعمل على جانب الهواء. بسبب ضحالة عمق مصفوفة التبادل الحراري بالمقارنة مع مبادل حراري صفائحي، فإن انخفاض الضغط عبر الجهاز يكون على العموم أقل بالمقارنة. عمومًا، نختار العجلة الحرارية عندما تكون السرعات الوجهية بين 1.5 و3.0 م/ثا (4.9 و9.8 قدم/ثا)، وعند تساوي معدلات التدفق الحجمي للهواء يمكن توقع فعالية إجمالية «محسوسة» بقيمة 85%. رغم تطلب إدارة العجلة لمقدار صغير من الطاقة، إلا أن استهلاك المحرك للطاقة يكون عادةً منخفضًا ولا يكون له أثر كبير على الفعالية الموسمية للجهاز. يمكن لقدرة استرجاع الحرارة «الكامنة» أن تحسن الفعاليات الإجمالية بمقدار 10-15%.

## العجلة المجففة
العجلة المجففة أو عجلة التجفيف مشابهة جدًّا للعجلة الحرارية، ولكن مع طلاء موضوع لهدف وحيد هو إزالة رطوبة تيار الهواء، أو «تجفيف» تيار الهواء. تكون مادة المجفف عادةً هلام السيليكا. مع دوران العجلة، يمر المجفف بشكل تبادلي على الهواء القادم، حيث يمتص الرطوبة، وعبر منطقة «إعادة توليد»، حيث تُجفف مادة التجفيف وتُطرد الرطوبة. تستمر العجلة بالدوران، وتعاد عملية الامتصاص. تجري عملية إعادة التوليد عادةً عن طريق استخدام وشيعة تسخين، كوشيعة ماء أو بخار، أو عن طريق حراق غازي مباشر.

## مساوئ العجلة الحرارية
العجلات الحرارية ليست مناسبة للاستخدام حيث يكون الفصل التام بين تياري هواء التغذية وهواء العادم مطلوبًا؛ لأن الهواء سيتسرب عند الواجهة بين تياري الهواء على حدود المبادل الحراري، وكذلك عند النقطة التي تمر فيها العجلة من تيار هواء إلى الآخر أثناء دورانها العادي. يخفض أثر التسرب الأول عن طريق فراشي الإحكام، والتسرب الثاني عن طريق قطع دائري صغير للتصفية، يصنع عن طريق تصفيح جزء صغير من العجلة، عادةً في مجرى تيار هواء العادم.
المصفوفات المصنوعة من المواد الليفية، أو المطلية بمواد ماصة للرطوبة، لنقل الحرارة الكامنة، أكثر عرضةً بكثير للضرر والاهتلاك عن طريق «الترسبات» من المواد المصنوعة من المعادن فقط أو من البلاستيك لوحده، وهي صعبة التنظيف أو مستحيلة التنظيف بشكل فعال عند اتساخها. يجب الاعتناء بتنقية تيارات الهواء بشكل صحيح على كل من جانبي الهواء الجديد وهواء العادم في العجلة. أي تلوث يتعلق بالهواء من أي من الطرفين سينتقل لا محالة إلى تيار الهواء في الطرف الآخر.